# Скрипкин, Артур Геннадиевич
Артур Геннадиевич Скрипкин (род. 9 сентября 1968, Рубежное, Украинская ССР) — советский и российский тяжелоатлет, чемпион России (1992), призёр чемпионата Европы (1994). Мастер спорта России международного класса (1992). Выдающийся спортсмен Республики Башкортостан (1994).

## Биография
Артур Скрипкин родился 9 сентября 1968 года в городе Рубежное (Луганская область). Вскоре после рождения вместе с семьёй переехал в Белорецк, где в возрасте 12 лет начал заниматься тяжёлой атлетикой под руководством Сергея Черепенькина.
В 1989 году становился чемпионом СССР среди молодёжи. В 1992 году был чемпионом России и бронзовым призёром чемпионата СНГ. В 1993—1995 годах представлял Россию на крупнейших международных соревнованиях. В 1994 году на чемпионате Европы в Соколове выиграл малую серебряную медаль в рывке и стал бронзовым призёром по сумме упражнений.
В 1996 году окончил Уральскую государственную академию физической культуры. В 1997 году завершил свою спортивную карьеру. В 2007—2011 годах был президентом Федерации тяжёлой атлетики Башкортостана.